# 达乌里羊茅
达乌里羊茅（学名：Festuca dahurica）为禾本科羊茅属下的一个种。